# Mitella trifida
Mitella trifida är en stenbräckeväxtart som beskrevs av Robert Graham. Mitella trifida ingår i släktet Mitella och familjen stenbräckeväxter. Utöver nominatformen finns också underarten M. t. violacea.

## Bildgalleri

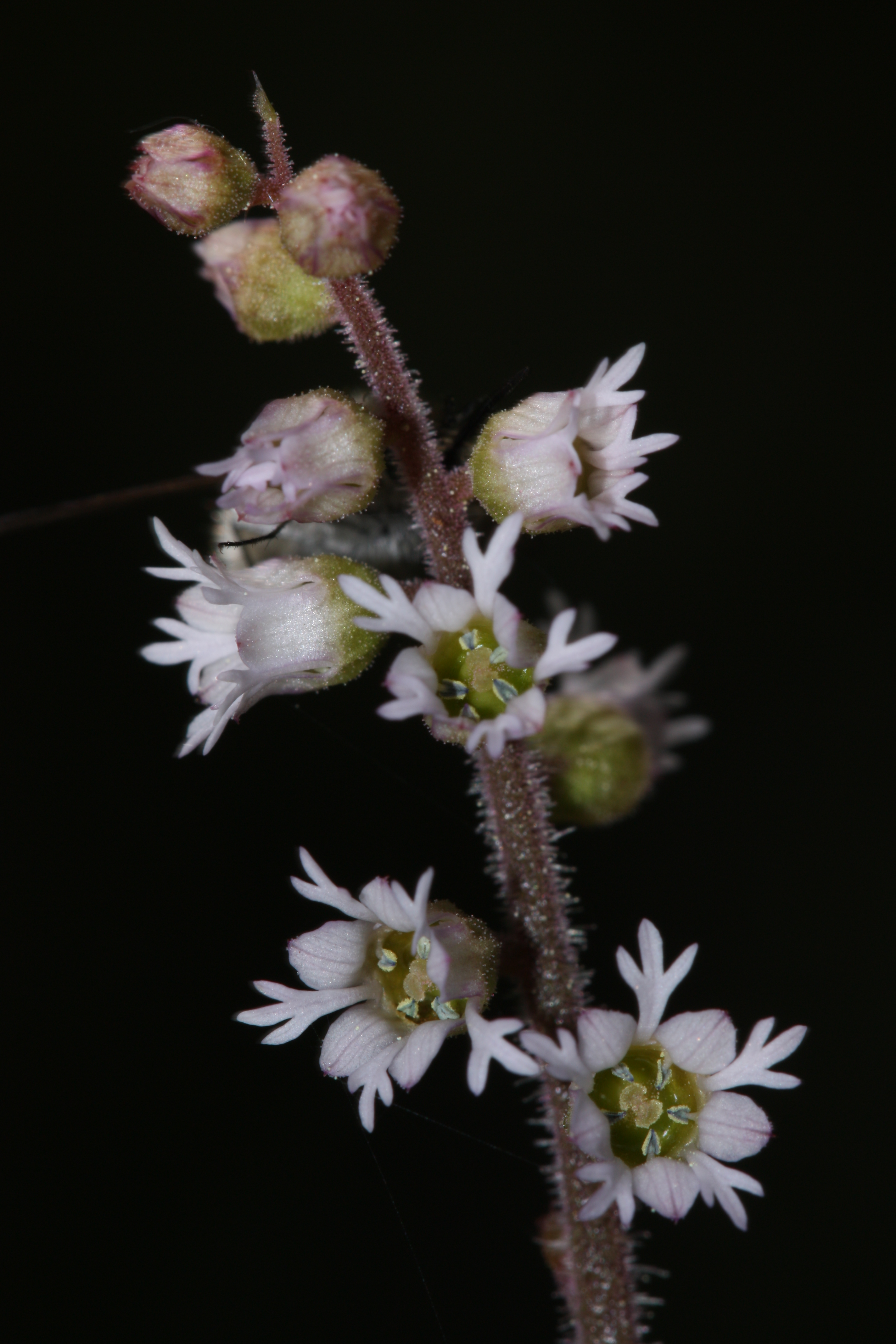
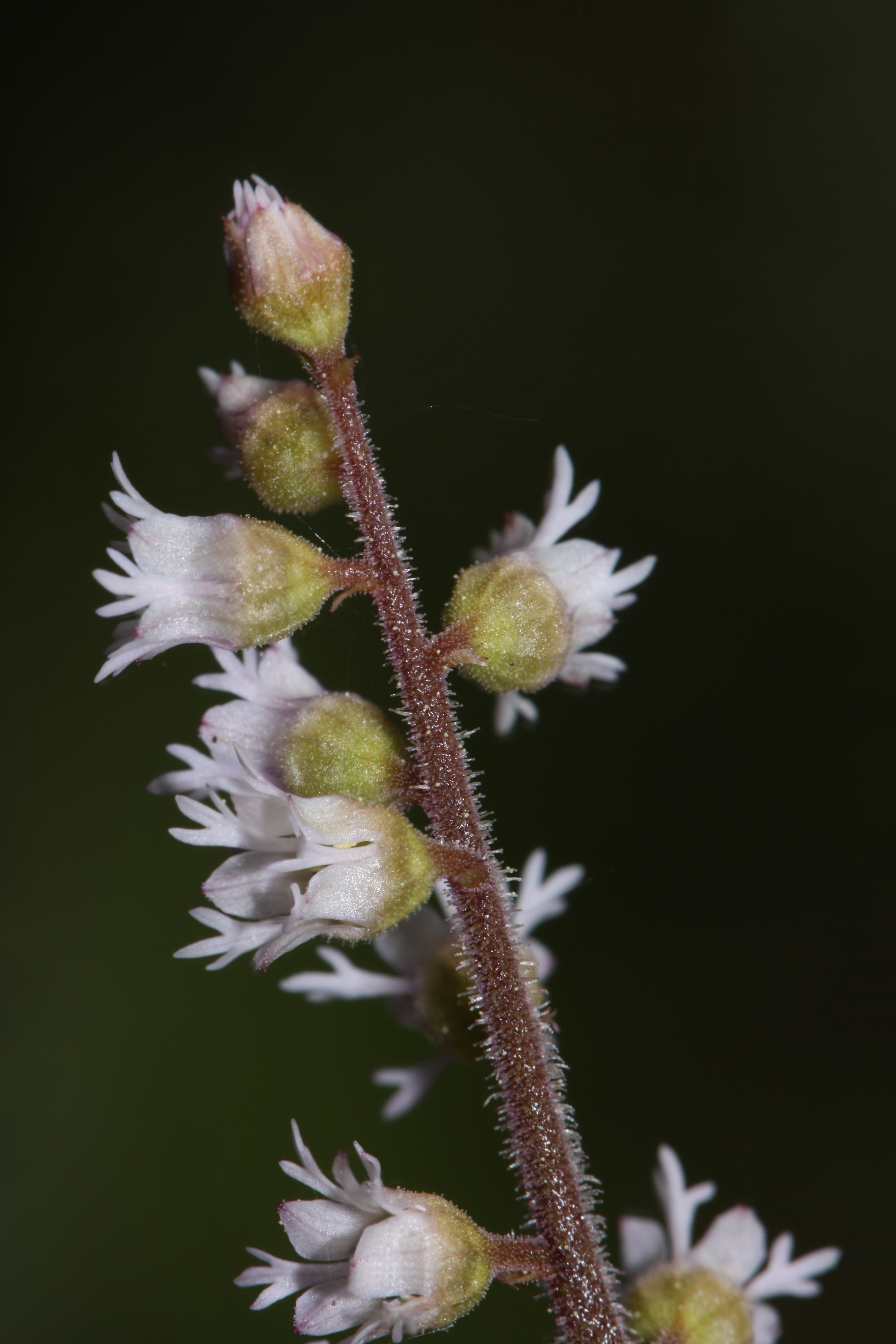
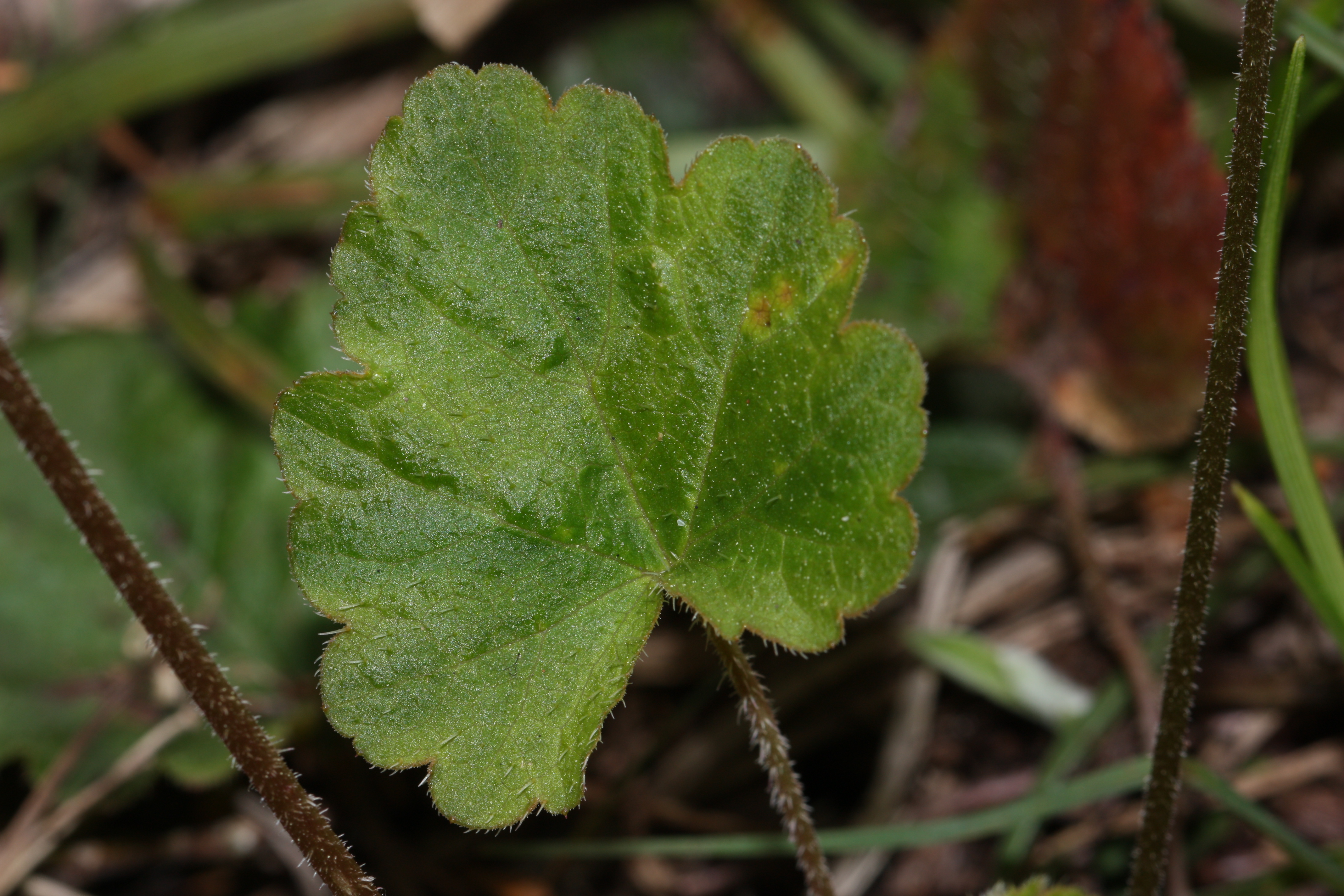
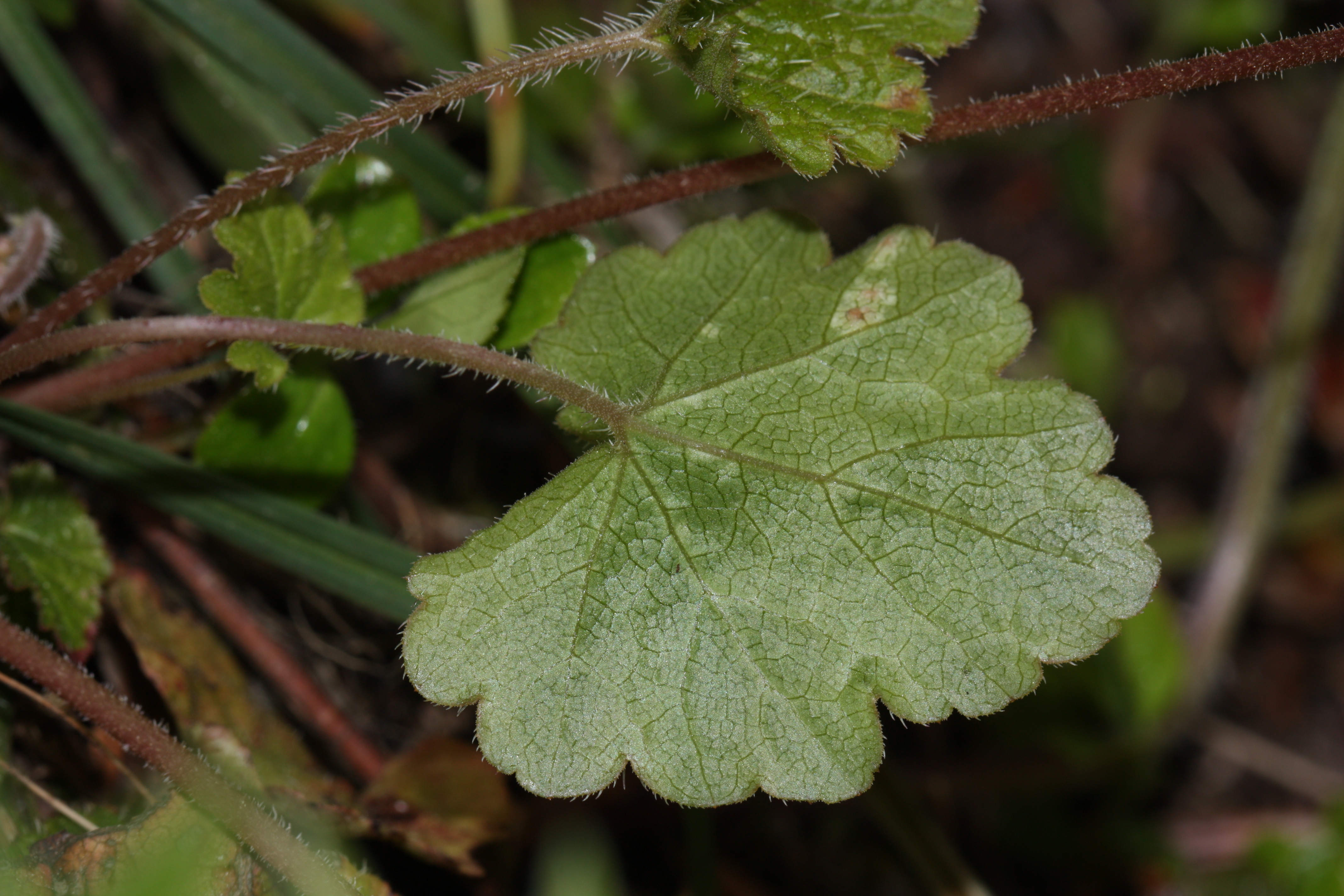
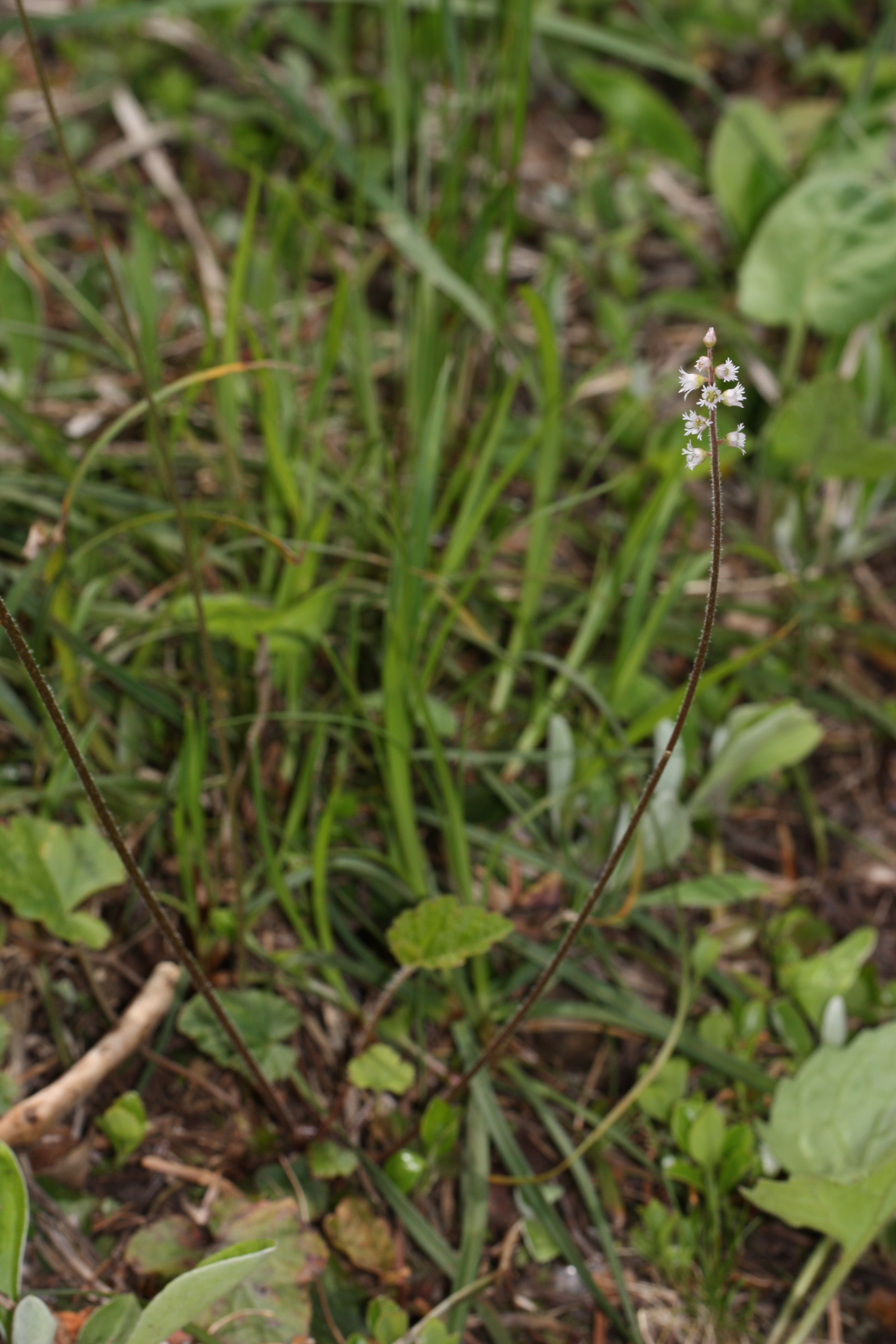
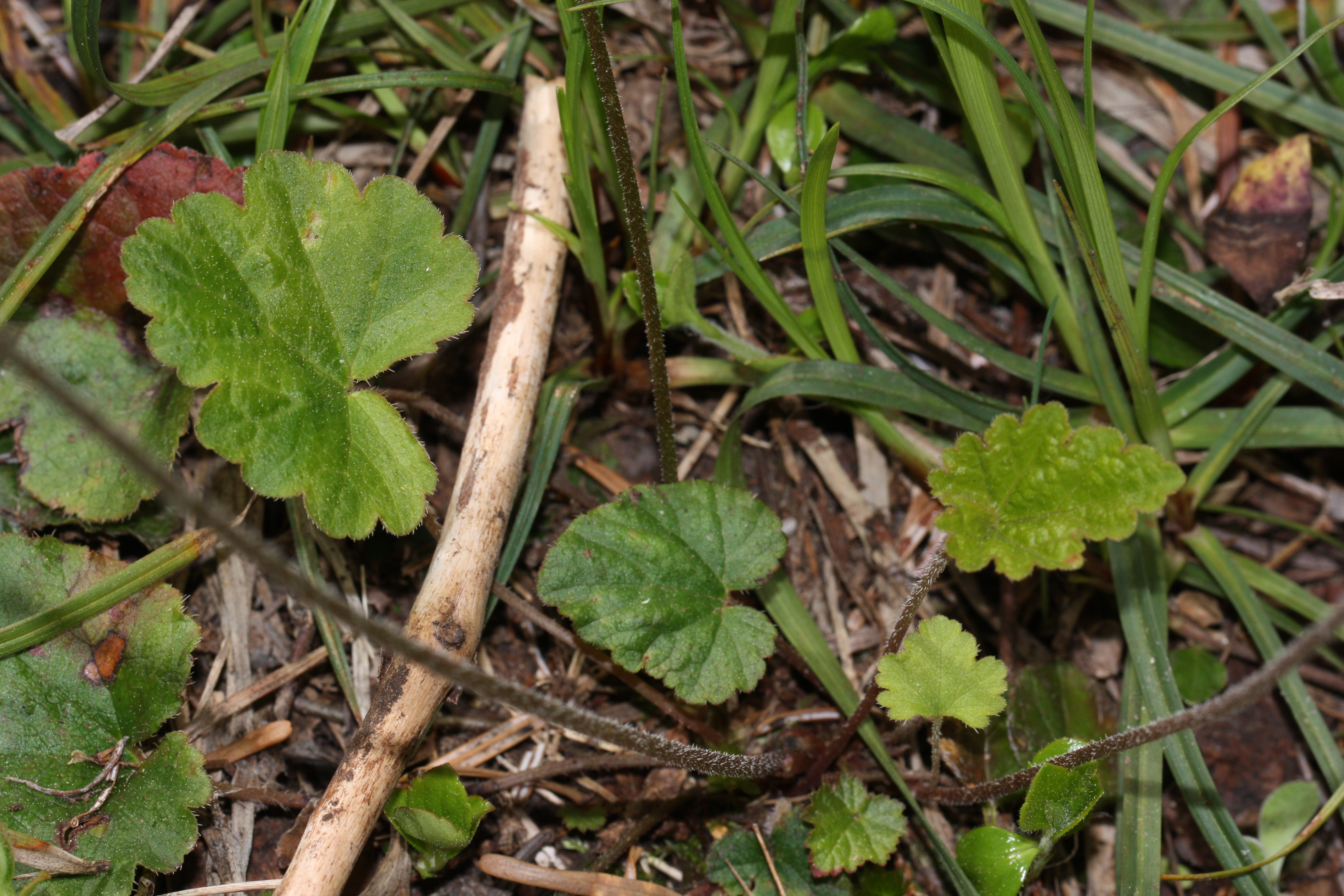